# ألان برايس
ألان برايس (بالإنجليزية: Alan Price)‏ (و. 1942 – م) هو ملحن، وممثل، ومغن مؤلف، ومغني، وعازف بيانو، ومؤلفو موسيقى تصويرية، من المملكة المتحدة.

## وصلات خارجية
- ألان برايس على موقع IMDb (الإنجليزية)
- ألان برايس على موقع ألو سيني (الفرنسية)
- ألان برايس على موقع ميوزك برينز (الإنجليزية)
- ألان برايس على موقع أول موفي (الإنجليزية)
- ألان برايس على موقع قاعدة بيانات الأفلام السويدية (السويدية)
- ألان برايس على موقع أول ميوزيك (الإنجليزية)
- ألان برايس على موقع ديسكوغز (الإنجليزية)
- ألان برايس على موقع قاعدة بيانات الفيلم (الإنجليزية)
- ألان برايس على موقع كينوبويسك (الروسية)